# 永住外国人生活保護訴訟
永住外国人生活保護訴訟（えいじゅうがいこくじんせいかつほごそしょう）は生活保護を巡る訴訟。

## 概要
1932年に京都市で生まれた中国籍の女性Xは、日本の学校に通い中国語を学ぶ機会もなく、ずっと日本で暮らしていた。1954年にXは永住資格を持つ中国籍の男性と結婚し、料理店を切り盛りしていたが、1978年頃に夫が体調を崩して仕事を辞めたため、義父が所有していた駐車場と夫が所有する建物の賃料収入等で生活していた。
2004年に夫が認知症で入院したことでXは2006年から夫の親族と生活を共にするようになったが、夫の親族から預金通帳や届出印を取り上げられたり暴言を吐かれたりする等の虐待を受けた。生活に困窮して当時大分市に在住していたX（当時76歳）は2008年12月15日に大分市福祉事務所長に生活保護を申請したが、銀行にXや夫名義の預金残高が相当額あることを理由に12月22日に却下された。
2009年2月6日にXは処分を不服として大分県知事に行政不服審査法上の審査請求をしたが、3月17日に「外国人は生活保護法を準用されている立場であり、生活保護申請の受理や要否の判断は行政上の措置に過ぎない」として却下された。Xは大分県の裁決を違法として取り消しを求める訴訟を起こし、2010年9月30日に大分地裁は「生活保護上の保護を否定するという点では、日本人も外国人も同じ。行政の適正な運営を確保しようとする法の目的に照らせば、外国人に適用しない理由は見いだせない。」「（県の裁定は）法の解釈を誤った違法なもの」と判断して、大分県の裁決を取り消した。大分県が控訴しなかったため、外国人であるXの審査請求は容認されることになった。
またXは生活保護の申請却下の処分取り消しと生活保護開始を求める訴訟を起こしたが、2010年10月19日に大分地裁は「外国人に生活保護法は適用されない」として請求を棄却した。
Xは生活保護申請が3回却下された上で2011年9月26日に4回目の生活保護申請をしていたが、10月26日付で生活保護法を準用する形で給付開始されるようになった。
2011年11月15日、福岡高裁は生活保護法が永住外国人も対象にしていることを明白に認める形で永住外国人に法的な受給権があるとする判決を言い渡した。
2014年7月19日、最高裁は「外国人は生活保護法の対象ではなく、受給権はない」「外国人は行政による事実上の保護対象にとどまり、法に基づく受給権は持たない」とする判決を言い渡した。